# Tom Araya
Tom Araya (* 6. června 1961 Valparaíso, Chile; vlastním jménem Tomás Enrique Araya) je chilsko-americký hudebník, nejznámější jako zpěvák a baskytarista thrashmetalové skupiny Slayer.

## Životopis

### Mládí
Tom Araya se narodil v malém městečku Viña del Mar na chilském pobřeží. Když mu bylo 5 let, jeho rodina se přestěhovala do USA za svobodou a lepší prací, ovšem realita byla docela jiná. V 8 letech poprvé uchopil basovou kytaru, stalo se to poté, co na kytaru začal hrát jeho starší bratr. Hráli písničky např. Beatles nebo Rolling Stones. Na popud otce začal pracovat jako respirační terapeut. V roce 1981 pomohl spoluzaložit skupinu Slayer; o dva roky později částečně financoval debutové album Show No Mercy.

### Kariéra
Araya byl zakládajícím členem Slayer a spolu s kytaristou Kerrym Kingem jediným členem, který v kapele zůstal nepřetržitě až do ukončení kariéry v roce 2019. Po celou dobu působil jako zpěvák a baskytarista; podílel se rovněž na psaní textů. V únoru 2024 King řekl, že s Arayou nemluvil od rozpuštění Slayer a skupina oznámila, že se na podzim téhož roku znovu sejdou na dvou reunion koncertech. Díky jeho manželky Sandry, která Arayu víc než rok přemlouvala, aby se vrátil na stage a uskutečnil comeback kapely na pár koncertů.

### Texty
Araya se zajímal o sériové vrahy, což z tematiky mnoha jeho textů jednoznačně vyplývá. Příkladem mohou být skladby „213”, která je zasvěcena sériovému vrahovi Jeffrey Dahmerovi a „Dead Skin Mask” o Edu Geinovi, který je též sériovým vrahem. Dále napsal text ke skladbě „Eyes of the Insane”, jenž vyhrála v roce 2007 cenu Grammy za nejlepší metalový výkon.

## Osobní život
Na počátku 80. let Araya se kvůli svému otci zapsal do dvouletého kurzu na respiračního terapeuta, kde se učil o poměrech směsi vzduchu, odebíral krev a jak intubovat. 
Araya žije v Texasu se svou dlouholetou manželkou Sandrou Arayou, kde společně provozují rodinný ranč, který zahrnuje více než 60 kusů dobytka.
Araya trénoval na country písně z důvodu, aby mu pomohli udržet jeho hlas.
Araya trpí spánkovou apnoe a pravidelně používá doma přístroj přetlaku dýchacích cest a používal ho i na turné.
Spolu se svou manželkou je velkým fanouškem hororových filmů The Amytville Horror a Texaský masakr motorovou pilou.

Araya je praktikující římský katolík. Araya vysvětlil, že má „opravdu silný systém víry“ a obrázky a slova Slayer „nikdy nezasahují do toho, čemu věřím a jak se cítím... Lidé nejsou v dobré náladě, aby museli zpochybňovat své vlastní. Systém víry kvůli knize nebo příběhu, který někdo napsal, nebo písni Slayer."  Araya komentoval mylnou představu o kapele označené jako uctívači Satana: "Jo, jo, myslím, že je to jedna z největších mylných představ o kapele, ale vedle toho jen fakt, že jsme normální." Pokud Kerry King napíše dobrou píseň, Araya odloží své přesvědčení stranou: "Nejsem ten, kdo by řekl, že je to na hovno, protože je to v rozporu s mým přesvědčením." Pro mě je to spíš jako 'Tohle je opravdu dobrá věc. Naštveme tím lidi.' “

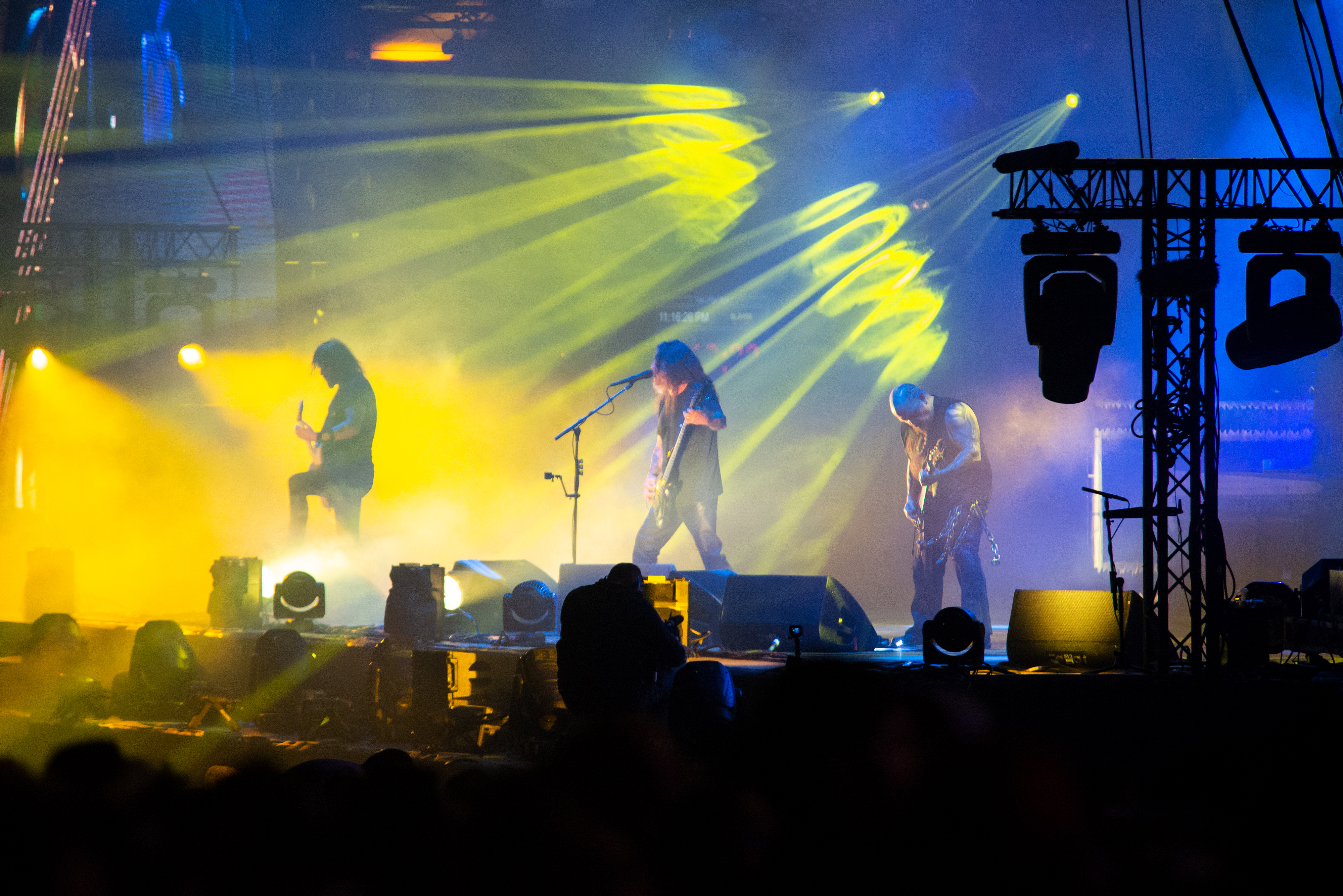
Hellfest 2019 – Tom Araya (uprostřed) na pódiu s Kerrym Kingem (vpravo) a Garym Holtem (vlevo)

## Diskografie
Slayer
- Show No Mercy (1983)
- Hell Awaits (1985)
- Reign in Blood (1986)
- South of Heaven (1988)
- Seasons in the Abyss (1990)
- Divine Intervention (1994)
- Undisputed Attitude (1996)
- Diabolus in Musica (1998)
- God Hates Us All (2001)
- Christ Illusion (2006)
- World Painted Blood (2009)
- Repentless (2015)

Ostatní
- Alice In Chains: Dirt (1992)
- Rikk Agnew: Turtle (1992)
- Gehennah: Decibel Rebel (1998)
- Soulfly: Primitive (2000)
- Rollins Band: Rise Above: 24 Black Flag Songs to Benefit the West Memphis Three (2002).